# Indra Lesmana
Indra Lesmana (n. 28 de marzo de 1966 en Yakarta), es un cantante y pianista de jazz indonesio.

## Biografía
Fue presentado a la música de jazz por su padre, Jack Lesmana, que también es un músico de jazz. Su carrera musical se inició con el instrumento de teclado cuando comenzó a los 10 años. Su primera actuación con su padre empezó en marzo de 1976 en Bandung.
En 1978, se trasladó a Australia con su padre para llevar a cabo en el evento cultural de la Feria del Comercio de la ASEAN. Durante la estancia de su padre alentó a Indra para tomar una prueba de calificación en el Conservatorio de Música. Pasó la prueba y fue aceptado en esta escuela de música.

## Discografía
- 1978 Ayahku Sahabatku
- 1981 Children of Fantasy
- 1982 No Standing
- 1982 Nostalgia
- 1982 Latin Jazz Fusion (Special Edition)
- 1983 Women and Children First
- 1984 No Standing
- 1984 Tragedi
- 1984 Yang Pertama Yang Bahagia
- 1986 For Earth and Heaven
- 1986 Karina
- 1986 Gemilang
- 1986 Jack & Indra Lesmana Various
- 1987 La Samba Primadona
- 1987 Semakin Menawan
- 1988 Kau Datang
- 1988 Ekspresi
- 1989 Dunia Boleh Tertawa
- 1989 Titi DJ 1989
- 1990 Aku Ingin
- 1990 Adegan
- 1992 Cerita Lalu
- 1992 Selangkah Di Depan
- 1992 Hanya Untukmu
- 1993 Biarkan Aku Kembali
- 1994 Tiada Kata
- 1994 Waktu Berjalan
- 1994 Keharidan
- 1994 Bulan Di Atas Asia
- 1994 Ayah
- 1995 Kabut Di Kaki Langit
- 1996 Jalan Yang Hilang
- 1996 Romantic Piano
- 1996 Jalan Hidupmu
- 1996 Menari-Nari
- 1997 Lost Forest
- 1997 Selamat Tinggal
- 1998 Kedua
- 1998 Sabda Prana
- 1999 Saat Yang Terindah
- 2000 Interaski
- 2000 Reborn
- 2001 The Birds
- 2002 Kinanti
- 2002 Rumah Ke Tujuh OST
- 2003 Gelatik
- 2005 Silver
- 2007 Kayon - Tree of life
- 2009 Kembali Satu
- 2009 Dream Hope and Faith
- 2010 Joy Joy Joy
- 2011 Love Life Wisdom - junto a LLW (Indra Lesmana, Barry Likumahuwa & Sandy Winarta)
- 2012 Indra Lesmana 11:11" ( iOS app album )
- 2013 Loose Loud Whiz - junto a LLW
- 2013 Adriana OST
- 2014 Stars
- 2014 Ring P.I.G Tone ( P.I.G )
- 2015 Mutual Affection
- 2015 Change
- 2015 Frangipani
- 2015 Eclipse
- 2016 About Jack"
- 2017 Chapter One ( Krakatau Reunion )
- 2017 Distance ( single )
- 2018 Surya Sewana
- 2018 Sacred Geometry

## Premios
- Mejor Jazz / Pop Teclados Instrumentista - Gadis [1989]
- Mejor Álbum Pop de venta: "Aku Ingin" - Premios BASF [1990]
- Premios al Logro Diamante - Diamante De Beers [1995]
- Mejor Jazz / Fusión productor del álbum -: "Ermi Kullit - Saat Yang Terindah" - 4 º Premios AMI [2000]
- Mejor Vocalista de Jazz - Premios de la Música Noticias [2001]
- Mejor Tecladista - Premios de la Música Noticias [2001]
- Mejor Canción Instrumental: "Reborn" - Premios quinto AMI [2001]
- Mejor Jazz / productor Álbum de Jazz Contemporáneo -: "Andien - Kinanti" - 6 º Premios de AMI [2002]
- Mejor Música / Banda sonora: "Rumah Ke Tujuh" - Festival de Cine de Bandung [2003]
- Mejor Jazz / Artista de Jazz Contemporáneo - Premios AMI séptimo [2003]
- Mejor canción de jazz: "Mimpi y Rumah ke Tujuh" - Premios séptimo AMI [2003]
- Mejor Arreglista de Jazz: "Mimpi y Rumah ke Tujuh" - Premios séptimo AMI [2003]
- Mejor Productor Jazz: "OST Rumah ke Tujuh" - Premios séptimo AMI [2003]
- La mayoría de Músico Radical: Nokia 7600 [2004]
- Rolling Stones Magazine Indonesia - 41st Best Indonesian Album of All Time : "Reborn" [2007]
- Most Favorite Jazz Player : JAK JAZZ [2008]
- Rolling Stones Magazine Indonesia - 68th Best Indonesian Song ( 1950-2008 ) : "Aku Ingin" [2009]
- Most Prominent Jazz Musician : 33rd Jazz Goes To Campus - 4th JGTC Award  [2010]
- Australian Alumni Award for Cultural & Art [2010]
- Best Jazz Artist Instrumental Performance : 14th AMI Awards [2011]
- Most Influential Indonesian Musician on Twitter : [2011]
- Brand Personality Award - Contribution To The World of Jazz Music : Asia Pacific Brand Foundation at Kuala Lumpur International Jazz Festival [2012]